# Бернхард I (Верл)
Бернхард I фон Верл (на немски: Bernhard I von Werl; * ок. 983; † сл. 1027) е граф на Верл, 1027 г. фогт на имперския манастир Есен.

## Произход
Той е син на граф Херман I фон Верл († 985) и съпругата му Герберга Бургундска († 1019), дъщеря на бургундския крал Конрад III от род Велфи и неговата втора съпруга Матилда Френска, дъщеря на крал Лудвиг IV от Франция. Братята му са Херман II и Рудолф. Полубрат е на императрица Гизела Швабска, съпругата на императора на Свещената римска империя Конрад II и майка на император Хайнрих III, и на Матилда Швабска, swpruga na херцог Конрад I от Каринтия. Племенник е на крал Рудолф III от Бургундия и братовчед на крал Хайнрих II.
При изборите за крал, след смъртта на император Ото III през 1002 г., той и фамилията му подкрепят втория съпруг на майка му херцог Херман II от Швабия († 1003), но печели техния братовчед Хайнрих II.

## Деца
Бернхард I фон Верл се жени за жена с неизвестно име. Той има децата:
- Ида фон Верл, омъжена за граф Хайнрих фон Лауфен и втори път за благородник от Саксония
- дъщеря